# Igreja da Misericórdia de Ponte de Lima
A Igreja da Misericórdia de Ponte de Lima, pertencente ao conjunto arquitetóico designado por Igreja e Hospital da Santa Casa da Misericórdia de Ponte de Lima, localiza-se na atual freguesia de Arca e Ponte de Lima, na vila de Ponte de Lima, distrito de Viana do Castelo, em Portugal.
Encontra-se classificada como Imóvel de Interesse Público desde 1946.

## História
A instituição da Santa Casa da Misericórdia de Ponte de Lima remonta a 1530.
O templo foi erguido no século XVII. A capela-mor data de 1638, época em que se fez também a sua cobertura de pedra, em caixotões. Para a atual configuração destacou-se a campanha levada a cabo por volta de 1744.
A sua disposição atual resulta da abertura da rua Cardeal Saraiva, ao final da década de 1920, que dividiu em dois o edifício do antigo hospital, tendo-se então deslocado o pórtico barroco do claustro para a fachada voltada para esta via.

## Características
O seu interior caracteriza-se por uma nave única, capela-mor em abóbada de caixotões (1638) e pórtico principal aberto lateralmente sobre o cemitério, que constitui o adro atualmente fechado por um curioso gradeamento, sendo notável o efeito da varanda alpendrada que delimita este recinto.
Aqui trabalharam grandes artistas do barroco do norte do país, como Manuel de Almeida, documentado em 1699, o escultor Manuel Dias, que trabalhou nos retábulos laterais, os entalhadores Manuel e Miguel Coelho, e o importante mestre-de-obras Manuel Dias da Silva. As melhores pinturas foram executadas por Manuel Cardoso do Vale e Manuel da Rocha, nos últimos anos do século XVII.
A abóbada do corpo da igreja está decorada com uma pintura barroca, e apresenta uma falsa estrutura de nervuras de feição gótica, que não são mais do que elementos decorativos, não tendo qualquer função portante. Um outro elemento barroco é a imponente balaustrada do coro-alto, que avança bastante pela nave dentro. As alterações e melhorias contínuas levaram à substituição de altares também barrocos por outros já de cariz neoclássico, então mais na moda.
Destaca-se no seu interior a abóbada nervurada em madeira policromada e dourada, os altares mor e laterais de gosto neoclássico, o painel central em alto relevo do primitivo retábulo-mor, o frontal do altar com a cena do Milagre da Multiplicação dos Pães e pintura setecentista com algum interesse. Das dependências destacam-se ainda a sacristia e a sua grande mesa de reuniões em mármore rosa e decoração barroca.
As duas figuras que ladeiam o pórtico principal representam um mamposteiro com o saco das esmolas e um peregrino.